# 中国探针

中國探針股份有限公司是台灣生產測試探針、連接器的制造商。  該公司由黄介崇（Chung-Kai Huang）於1986年1月22日成立，總部位於台灣新北市。

## 營運現況
CCP Contact Probes ,, Ltd.在全球都有業務據點，在中國，美國
，日本和德國全球銷售辦事處，並擁有大約1000 名員工。
中國探針股份有限公司在台灣證券交易所上市（股票代碼：6217：TT）。2017年，其收入約為新台幣18.932億元（大約6000萬美元），淨利潤為新台幣1.593億元（大約515萬美元）。   

### 股東分配
| 名稱                 | 股份      | ％     |
| -------------------- | --------- | ------ |
| 陳志峯               | 3,776,397 | 5.79%  |
| 立齊投資有限公司     | 1,437,060 | 2.20%  |
| 立熠投資股份有限公司 | 2,000,000 | 3.07%  |
| 林璟宇               | 153,803   | 0.24%  |
| 林宗坦               | 1,363,830 | 2.16％ |
| 蔡宗明               | 265,957   | 0.41%  |
| 蔡伯晨               | 209,851   | 0.32%  |

### 公司營業額
| 區域       | 區域       | 金額（千/台幣） | ％     |
| ---------- | ---------- | --------------- | ------ |
| 國內地區   | 國內地區   | 284,866         | 15.12  |
| 全球銷售   | 亞洲       | 1,191,324       | 63.25  |
| 全球銷售   | 其他       | 407,362         | 21.63  |
| 全球銷售   | 總額       | 1,598,686       | 84.88  |
| 淨銷售總額 | 淨銷售總額 | 1,883,552       | 100.00 |

## 主要產品
其產品以測試解決方案為主，主要產品有Pogo pin連接器，EV冠簧連接器 和工業用連接器等等。 中國探針是蘋果，華為和微軟等世界主要品牌的Pogo Pin連接器的供應商。
知名得產品有：Apple Inc.的Macbook Series或Microsoft的Surface Pro 4等都是使用中國探針的磁鐵連接器。

## 公司經歷

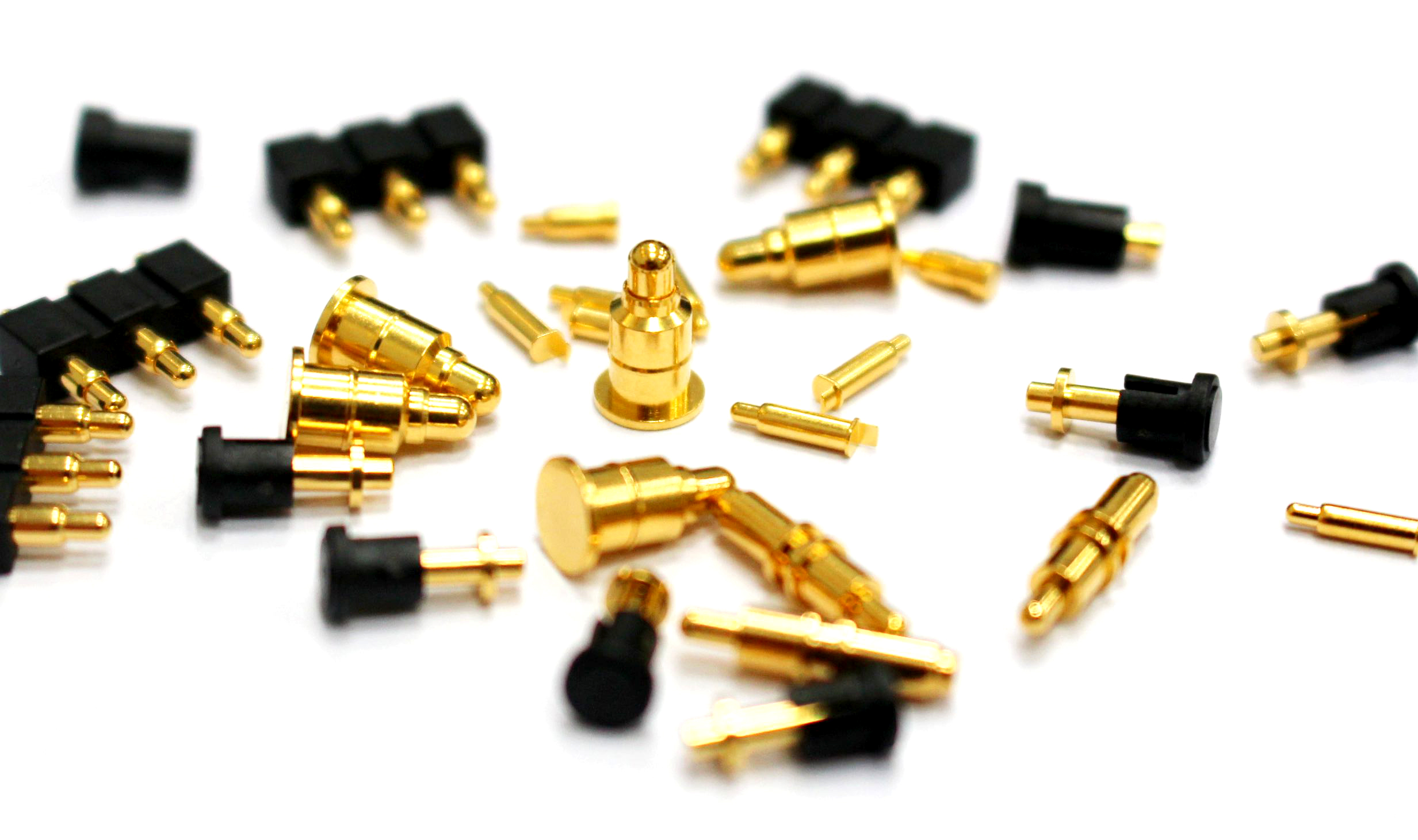
由中國探針所設計和製造的Pogo Pin連接器

- 2015 於美國聖荷西成立美國子公司CCP Connection Platform, Inc.，並推出新的接觸探針產品線
- 2012 設立擁有10萬級無塵室的第二代生產線並開發了冠簧連接器系列
- 2010 取得 ISO 9001：2008認證
- 2009 與聯想合作開發磁吸式連接器並建立電鍍場
- 2008 取得 ISO QC 080000認證並在香港成立辦事處CCP International Co.，Ltd.
- 2006 台北成立IC測試插座製造廠和北京分公司
- 2003 台灣證券交易所上市（TW.6217）
- 2002 取得 ISO 9001：2000認證
- 2000 成立東莞中探探針有限公司
- 1986 年中國探針股份有限公司成立

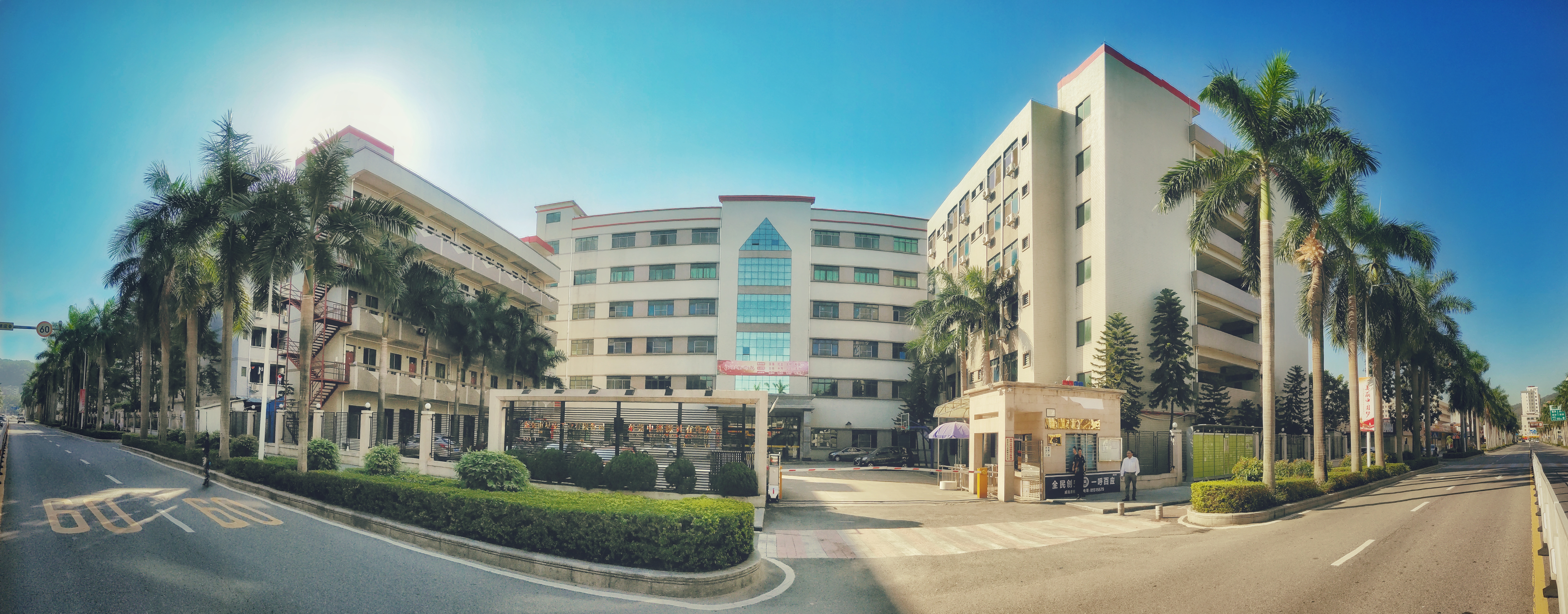
東莞虎門的製造廠成立於2001年，以生產彈簧式連接器為主要產線。

中國探針股份有限公司在臺灣證券交易所 （ISIN TW0006217003） 上市 。 2016年，其收入約為新台幣18.932億元（大約6000万美元），淨利為新台幣1.593億元（大約515萬美元）。     該公司將其營業收入的大約7％用於研發活動上。